# Półwysep Zamboanga (region)

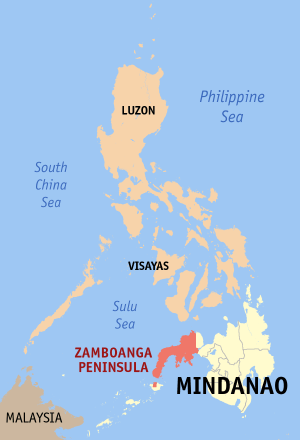
Położenie Regionu Półwysep Zamboanga

Półwysep Zamboanga (ang. Zamboanga Peninsula) – jeden z 17 regionów Filipin (region IX), położony na Półwyspie Zamboanga pomiędzy Morzem Sulu (na północy) a Morzem Mindanao (na południu) w zachodniej części wyspy Mindanao. 
W skład regionu wchodzą 3 prowincje: 
- Zamboanga del Norte
- Zamboanga del Sur
- Zamboanga Sibugay

Ośrodkiem administracyjnym jest Pagadian w prowincji Zamboanga del Sur. 
Powierzchnia regionu wynosi 14 811 km². W 2010 roku jego populacja liczyła 3 407 353 mieszkańców.

## Historia
Prowincja Zamboanga
Po aneksji Hiszpańskich Indii Wschodnich w 1898 przez Stany Zjednoczone, Zamboanga była krótko niepodległa jako Republika Zamboangi. W następnym okresie została częścią prowincji Moro, wraz z centralną i zachodnią częściąMindanao oraz Archipelagiem Sulu. Nazwa i status prowincji Moro została wkrótce zmieniona przez Department Mindanao i Sulu. 16 sierpnia 1916 Zamboanga została prowincją.
W 1942 była okupowana przez wojska Japońskie, które pozostawały tam do 1945 kiedy została wyzwolona przez filipińczyków i wojska amerykańskie.
6 czerwca 1952 prowincja została podzielona na dwie prowincje:Zamboanga del Norte i Zamboanga del Sur, natomiast miasto Zamboanga zostało wydzielone jako miasto niezależne.
Region
Wraz z Archipelagiem Sulu, została częścią Region IX dekretem prezydenta Flipin, którym w tym czasie był Ferdinand Marcos.
Pomiędzy rokiem 1975 a 1989 dawny Region IX (Zachodnie Mindanao) podzielono na dwa mniejsze regiony (Dekret prezydenta nr. 773 z 21 sierpnia 1975).
Sub-Region IX-A zawierał Basilan, Sulu i Tawi-Tawi oraz Jolo jako ośrodek centralny sub-regionu.
Sub-Region IX-B zawierał provincje Zamboanga del Norte i Zamboanga del Sur oraz miasto wydzielone Zamboanga jako ośrodek centralny sub-regionu.
Obecnie
W 2001 z prowincji Zamboanga del Sur wykrojono nową prowincję Zamboanga Sibugay z miastem Ipil jako siedzibą rządu prowincji.
W tym samym roku, mieszkańcy Basilan zdecydowali w plebiscycie o przyłączeniu do Regionu Autonomicznego Muzułmańskie Mindanao (ARMM) oprócz stolicy Isabela i zostali nadal częścią regionu Zamboanga Peninsula. 
W 2004 miasto Pagadian zostało oficjalnie siedzibą władz Regionu IX - Zamboanga Peninsula, pomimo sprzeciwów ze strony byłej siedziby miasta Zamboanga.

## Podział polityczny
| Prowincja/Miasto    | Stolica  | Populacja (2007) | Obszar (km²) | Gęstość zaludnienia (os./km²) |
| ------------------- | -------- | ---------------- | ------------ | ----------------------------- |
| Zamboanga del Norte | Dipolog  | 907,238          | 7,301.0      | 137.0                         |
| Zamboanga del Sur   | Pagadian | 914,278          | 4,499.5      | 262.6                         |
| Zamboanga Sibugay   | Ipil     | 546,186          | 3,607.8      | 176.8                         |
|                     |          |                  |              |                               |
| Zamboanga           | —        | 774,407          | 1,483.4      | 522.0                         |
| Isabela¹            | —        | 87,985           | 140.7        | 625.3                         |

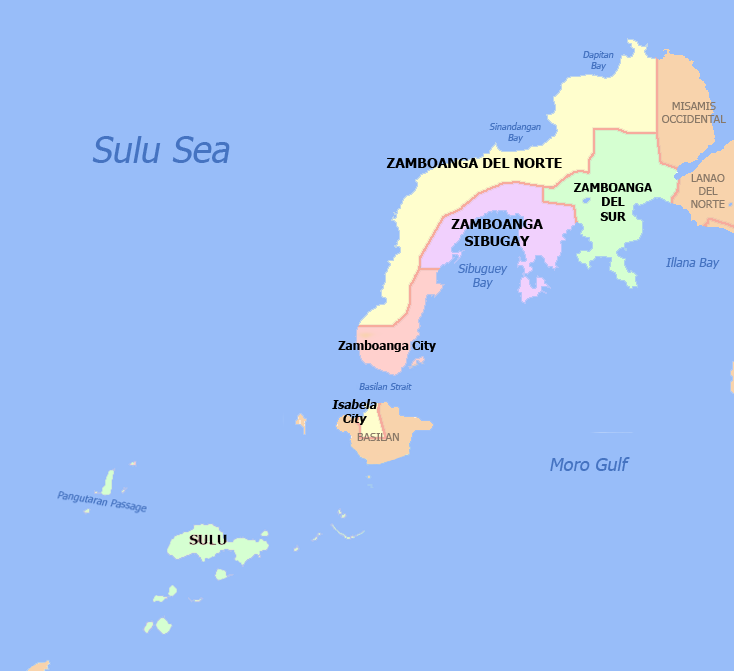
Mapa polityczna regionu Zamboanga Peninsula

¹ Isabela jest miastem, stolicą prowincji Basilan (prowincja), będącym pod jurysdykcją prowincji Basilan dla funkcjonowania administracji. Natomiast jest pod regionalnym zarządem administracyjnym jako część regionu Zamboanga Peninsula. Pozostała część wyspy Basilan jest częścią regionu autonomicznego Muzułmańskie Mindanao.